# Ian Millar
Ian Millar (ur. 6 stycznia 1947 w Halifax) – kanadyjski sportowiec, jeździec, dziesięciokrotny olimpijczyk, srebrny medalista olimpijski z igrzysk w Pekinie, wielokrotny złoty medalista igrzysk panamerykańskich, mistrzostw kraju i Pucharu Świata w jeździectwie w skokach przez przeszkody; rekordzista pod względem liczby występów na igrzyskach olimpijskich.

## Kariera zawodowa
Jest trenerem jeździectwa, trenował m.in. mistrzynię świata Gail Greenough i srebrną medalistkę olimpijską Jill Henselwood. Treningi oraz hodowlę koni prowadzi na zarządzanej wraz z dziećmi Millar Brooke Farm w pobliżu Perth w Ontario.

## Kariera sportowa
W trakcie ponad czterdziestoletniej kariery dziesięciokrotnie zdobył tytuł mistrza kraju. Będąc członkiem reprezentacji narodowej od 1971 roku sześciokrotnie uczestniczył w indywidualnych i drużynowych mistrzostwach świata, zajmując trzykrotnie miejsca w pierwszej piątce drużynowo oraz dwukrotnie plasując się indywidualnie w pierwszej dziesiątce tych zawodów. W dziewięciu występach w igrzyskach panamerykańskich zdobył łącznie dziewięć medali, w tym trzy złote w latach 1987 i 1999, co czyni go najbardziej utytułowanym jeźdzcem w historii tej imprezy. Czternastokrotnie uczestniczył w finałach Pucharu Świata, w którym trzykrotnie stawał na podium. Dwukrotnie zwyciężył w tych zawodach, w latach 1988 i 1989, zostając pierwszym w historii zawodnikiem, który obronił tytuł, dodatkowo jeszcze na tym samym koniu.
Od 1972 roku wybierany do wszystkich kanadyjskich olimpijskich reprezentacji, opuścił jedynie zbojkotowane przez państwa zachodnie moskiewskie igrzyska. Do igrzysk w Pekinie jego najlepszą pozycją było dwukrotnie czwarte miejsce drużynowo i trzynaste indywidualnie. Choć nie poprawił wówczas indywidualnego wyniku, zdobył w drużynie pierwszy w karierze medal olimpijski w swoim dziewiątym występie na igrzyskach. Wyrównawszy tym samym osiągnięcie austriackiego żeglarza, Huberta Raudaschla, postawił sobie następnie za cel jego pobicie. Sztuka ta udała mu się cztery lata później w Londynie: zajmując najlepsze w karierze 9. miejsce indywidualnie został z dziesięcioma startami rekordzistą pod względem liczby występów na igrzyskach olimpijskich.
Na początku maja 2019 roku ogłosił zakończenie kariery.

### Wyniki na igrzyskach olimpijskich
| Igrzyska         | Konkurencja        | Wynik |
| ---------------- | ------------------ | ----- |
| 1972 Monachium   | Skoki drużynowo    | 6     |
| 1976 Montréal    | Skoki drużynowo    | 5     |
| 1984 Los Angeles | Skoki drużynowo    | 4     |
| 1984 Los Angeles | Skoki indywidualne | 14    |
| 1988 Seul        | Skoki drużynowo    | 4     |
| 1988 Seul        | Skoki indywidualne | 15    |
| 1992 Barcelona   | Skoki drużynowo    | 9     |
| 1992 Barcelona   | Skoki indywidualne | 54    |
| 1996 Atlanta     | Skoki drużynowo    | 16    |
| 1996 Atlanta     | Skoki indywidualne | 46    |
| 2000 Sydney      | Skoki drużynowo    | 9     |
| 2000 Sydney      | Skoki indywidualne | 13    |
| 2004 Ateny       | Skoki indywidualne | 22    |
| 2008 Pekin       | Skoki drużynowo    |       |
| 2008 Pekin       | Skoki indywidualne | 23    |
| 2012 Londyn      | Skoki drużynowo    | 5     |
| 2012 Londyn      | Skoki indywidualne | 9     |

## Varia
- W 1986 roku został odznaczony Orderem Kanady, a trzy lata później został sportowcem roku Ontario[5].
- W 1990 roku ukazała się jego biografia Riding high: Ian Millar's world of show jumping napisana wraz z Larrym Scanlanem (ISBN 978-0-7710-5872-1)[23].
- W 1996 roku wraz ze swoim wierzchowcem, Big Benem[24], zostali przyjęci do Canadian Sports Hall of Fame[1][16].
- Ojciec był dentystą, a matka pielęgniarką[14].
- Od 1969 roku był żonaty z Lynn, która zmarła w 2008 roku po walce z rakiem[14][25]. Ich dzieci z tego związku, Jonathon[26] i Amy[27], również są jeźdźcami, reprezentantami kraju[1][4].